# The One (album)
Pour les articles homonymes, voir The One.
Albums de Elton John
Sleeping with the Past
(1988) Rare Masters
(1990)
The One est le vingt-troisième album studio d'Elton John, sorti en 1992. Il contient les singles "The one", "Simple Life", "The Last Song" et "Runaway Train".
L'album a été enregistré aux Studios Guillaume Tell à Paris. Il est dédié à Vance Buck. L'esthétique est due au regretté Gianni Versace, qui conçut également les costumes d'Elton John pour la tournée mondiale qui suivit la sortie de l'album.
The One est resté trois semaines consécutives à la deuxième place sans jamais atteindre la première place au Royaume-Uni, constamment devancé à cette place par la compilation de Lionel Richie Back to Front. S'il représentait comme un nouveau départ pour Elton John, tout juste revenu de cure de désintoxication, il s'inscrit musicalement dans la tendance amorcée par "Reg Strikes Back" et poursuivie avec "Sleeping With The Past". "The One" est donc caractérisé par des claviers prédominants, un écho systématique sur les voix, ainsi que des orchestrations épurées.
Olle Romo a travaillé avec John et Taupin sur la chanson, "Runaway Train", sur laquelle Eric Clapton chante en duo avec Elton John, et joue de la guitare. David Gilmour joue également de la guitare sur le titre "Understanding Women".

## Liste des chansons
1. "Simple Life" – 6:27
2. "The One" – 5:54
3. "Sweat it Out" – 6:39
4. "Runaway Train" (John/Taupin/Romo) – 5:27 (duo avec Eric Clapton)
5. "Whitewash County" – 5:31
6. "The North" – 5:17
7. "When a Woman Doesn't Want You" – 4:57
8. "Emily" – 4:59
9. "On Dark Street" – 4:47
10. "Understanding Women" – 5:04
11. "The Last Song" – 3:24

### Bonus tracks (1998 remaster)
1. "Suit of Wolves" – 5:39
2. "Fat Boys and Ugly Girls" – 4:15